# 奧卡洪普卡 (佛羅里達州)
奧卡洪普卡（英語：Okahumpka）是位於美國佛羅里達州萊克縣的一個人口普查指定地區。

## 地理
奧卡洪普卡的座標為28°44′44″N 81°54′00″W / 28.74556°N 81.90000°W，而該地最高點為海拔高度26米（即85英尺）。

## 人口
根據2010年美國人口普查的數據，奧卡洪普卡的面積為0.60平方千米，當中陸地面積為0.60平方千米，而水域面積為0.00平方千米。當地共有人口251人，而人口密度為每平方千米418人。